# Niqmi-Epuh
Niqmi-Epuh o també Niqmepa va ser rei de Iamkhad cap als anys 1700 aC a 1675 aC. Era fill i successor de Yarim-Lim II.
No s'han trobat encara a Alep, la capital de Iamkhad, textos sobre aquest rei, però sí a Alalakh, on una tauleta informa de Niqmi-Epuh, fill de Yarim-Lim, rei de Iamkhad. Altres tauletes que expliquen anys commemoratius d'aquest rei diuen: "Any en què Niqmepa, rei de Iamkhad, va conquerir la ciutat d'Arazik". Segons alguns autors, aquesta ciutat es trobaria al sud de Carquemix, vora el riu Eufrates. Una altra tauleta commemorativa diu: "Any en què Niqmepa, el rei, va tornar de la ciutat de Nishin", i una altra parla de l'any en què Niqmi-Epuh va dedicar una estàtua seva al temple d'Addu. Una altra parla de "l'any de l'epidèmia", de conseqüències desconegudes.
Un segell trobat també a Alalakh menciona al seu successor: "Irkabtum, fill de Niqmi-Epuh, rei de Iamkhad".